# Mannesmann-MULAG

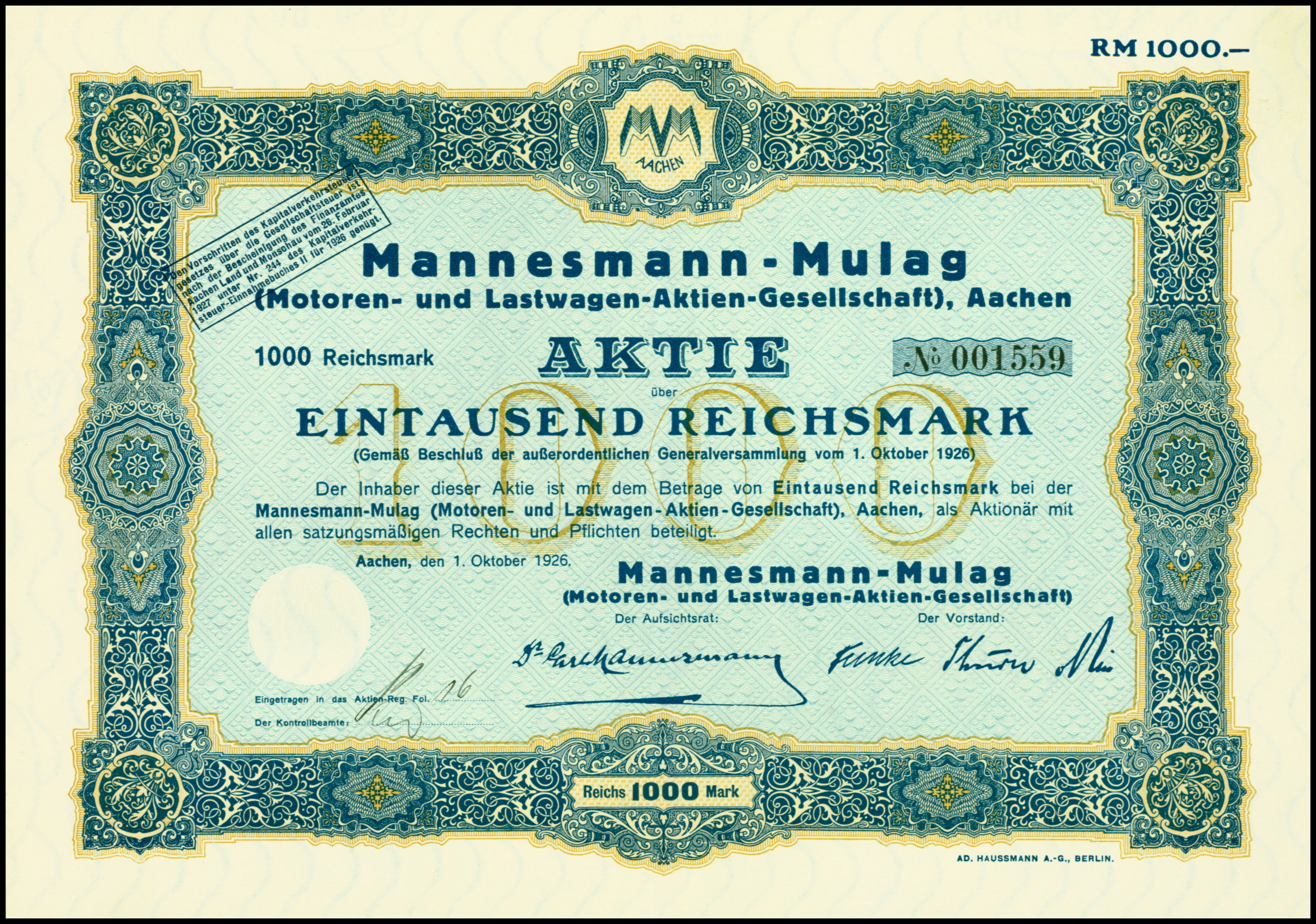
Aktie über 1000 Reichsmark der Mannesmann-Mulag vom 1. Oktober 1926

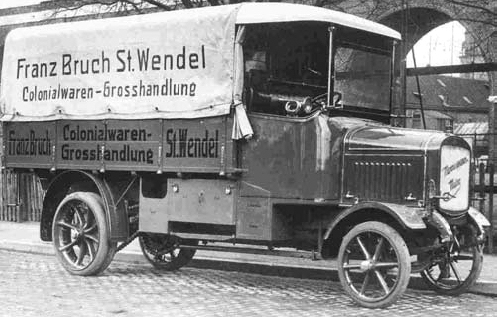
Mannesmann-MULAG L57 Baujahr 1913, 42 PS, 3,5 t

Die Mannesmann-MULAG (MULAG ist die Abkürzung von Motoren und Lastwagen AG) war ein deutsches Unternehmen mit Sitz in Aachen, das Automobile und Nutzfahrzeuge herstellte und dabei einige Innovationen herausbrachte. Im Jahr 1900 als Fritz Scheibler Motorfabrik AG in Aachen gegründet und 1909 nach einer Fusion mit der Maschinenbauanstalt Altenessen AG zur Motoren und Lastwagen AG (MULAG) umfirmiert, wurde sie 1910 von den Brüdern Carl (1861–1950) und Max Mannesmann (1857–1915) übernommen und ab Ende 1913 als Mannesmann-MULAG weitergeführt. Die Werksanlagen wurden 1928 nach wirtschaftlichen Schwierigkeiten in die Büssing integriert.
Parallel dazu existierte seit 1919 das von den Brüdern Alfred (1859–1944), Carl und Reinhard Mannesmann (1856–1922) gegründete Mannesmann Automobilwerk in Remscheid, welches aus der ehemaligen Mannesmann Lichtwerke AG hervorgegangen ist und sich schwerpunktmäßig auf Personenkraftwagen der gehobenen Luxusklasse und auf Rennwagen spezialisiert hatte.

## Geschichte

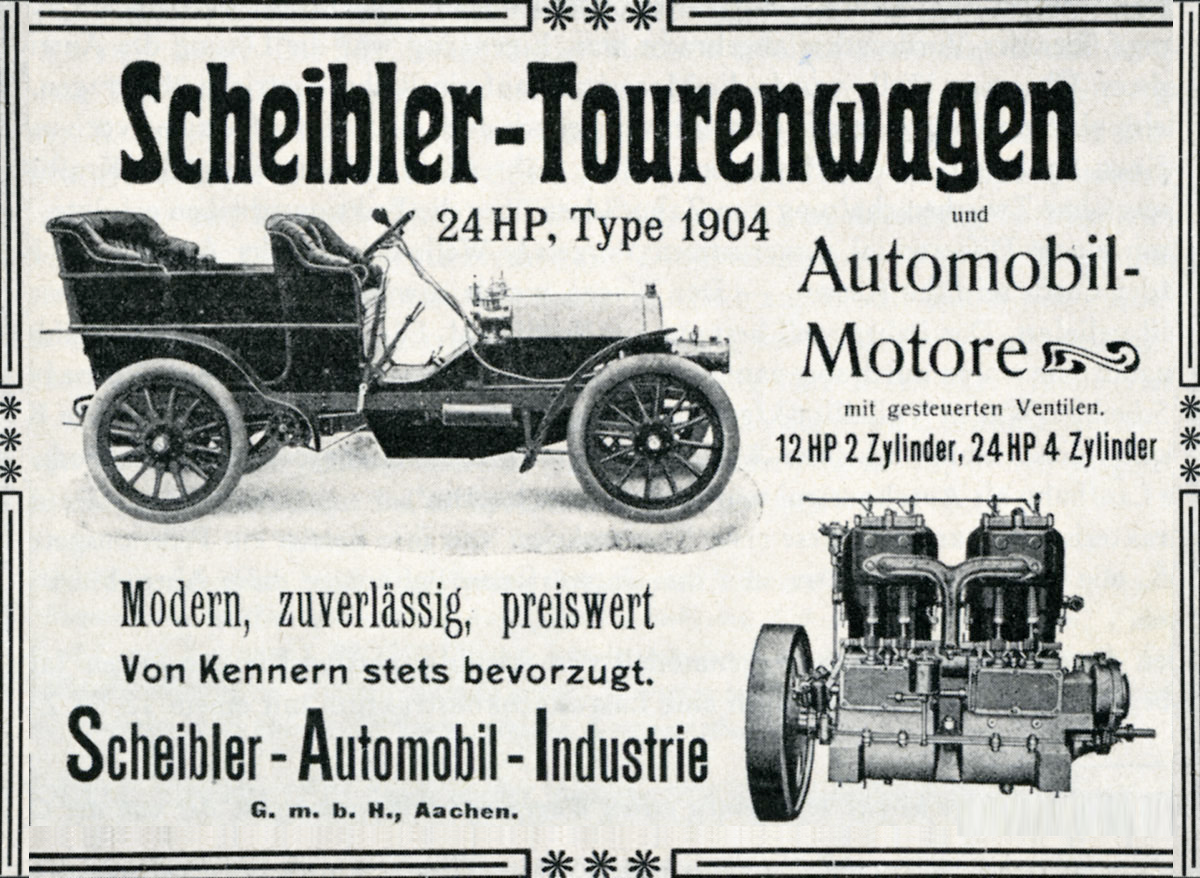
Scheibler Tourenwagen 24 HP 1904

### Fritz Scheibler Motorenfabrik AG
Die Firma wurde ursprünglich im Jahr 1900 von Fritz Scheibler (1845–1921) und seinem Sohn Kurt (* 1875) als Fritz Scheibler Motorenfabrik AG mit der Rechtsform einer Aktiengesellschaft in Aachen gegründet und beschäftigte sich mit der Herstellung und dem Vertrieb von Motoren, Motor-Lastwagen und Motor-Omnibussen. Seit 1875 besaß der Unternehmer und Ingenieur Fritz (Friedrich Jacob) Scheibler, Nachkomme aus der Monschauer Unternehmerfamilie Scheibler, bereits eine Maschinenfabrik an der Bachstraße in Aachen, die er aufgrund des Erfolges vergrößern und um einen neuen Geschäftszweig erweitern wollte.

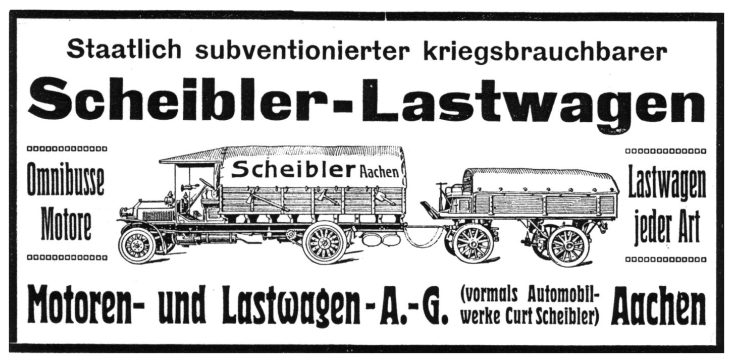
Scheibler Lastkraftwagen im Verkauf von MULAG Motoren- und Lastwagen AG 1909

Im Jahr 1901 entstanden die ersten Lastkraftwagen und Omnibusse unter dem Markennamen Scheibler mit flüssiggekühltem 12 PS-Reihen-Vierzylinder-Ottomotor und Batteriezündung. Im Jahr 1902 wurden bereits größere 40 PS-Motoren und Zahnradgetriebe in die LKW eingebaut. Etwas später um 1904 begann auch die Herstellung von Automobilen, die sich jedoch von Anbeginn weniger gut als die Lastwagen verkauften.
Im Jahr 1905 musste die Firma Fritz Scheibler Motorenfabrik aufgrund wirtschaftlicher Schwierigkeiten einen Vergleich anmelden, sie wurde aber unter dem Namen Scheibler Automobil-Industrie GmbH zunächst neu gegründet. Allerdings musste der Personenkraftwagenbau aufgrund zu geringer Verkaufszahlen bereits 1907 eingestellt werden. Der LKW Typ L 56 wurde ab 1907 für einige Jahre gebaut und hatte 6 Tonnen Nutzlast. Er konnte zwei Anhänger zu je 2 t Nutzlast ziehen, vorhanden waren Magnetzündung, Lederkonuskupplung, 4-Gang-Getriebe und ein Differential.

### Fusion und Übernahme

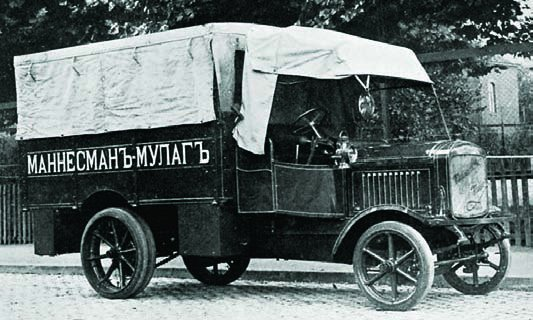
Mannesmann-MULAG L57a Baujahr 1913, 42 PS, 3,5 t (Exportversion für das Russische Reich)

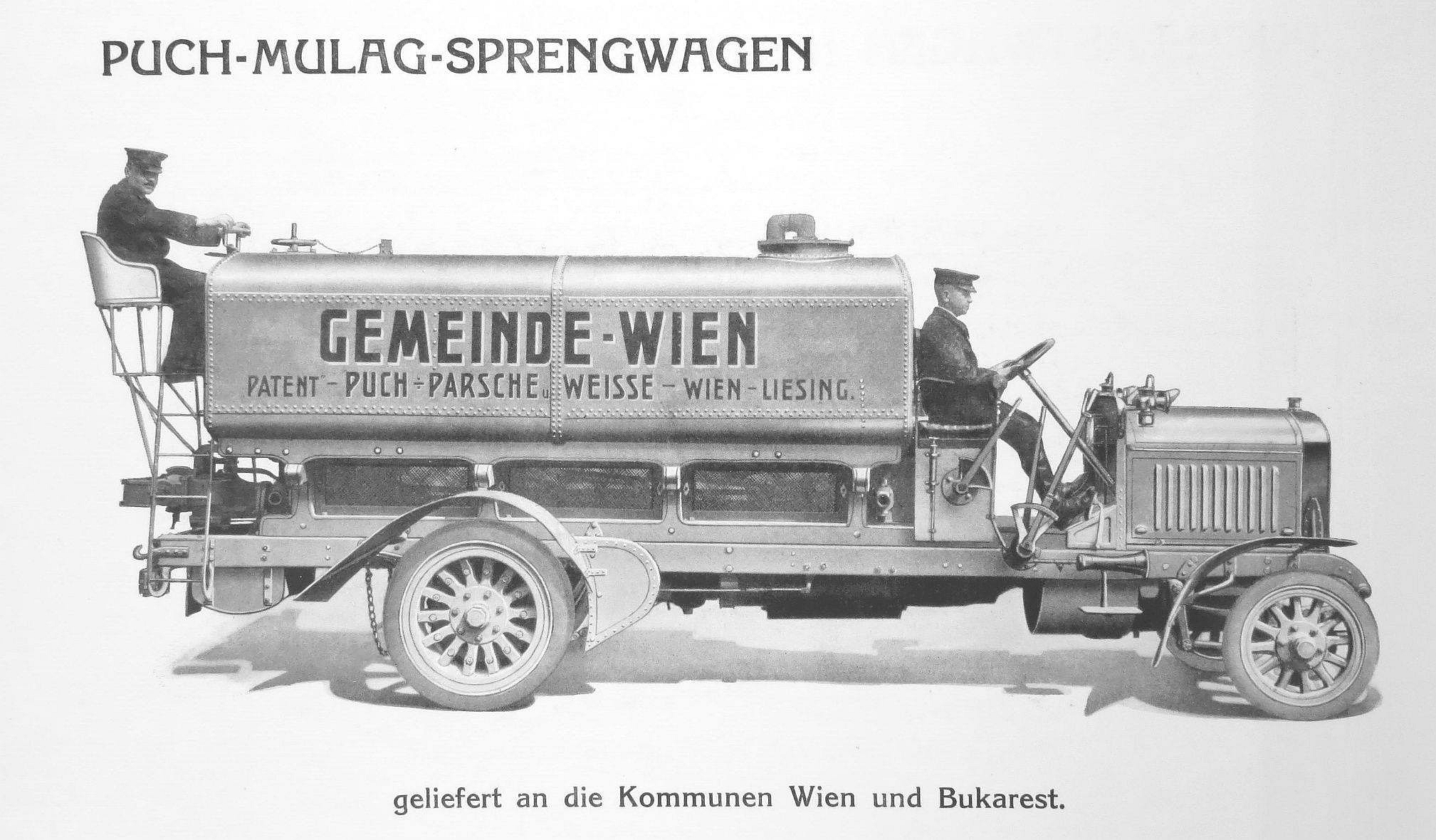
Puch-MULAG-Sprengwagen aus dem Modellprogramm 1913 für Lastkraftwagen der Puch-Werke

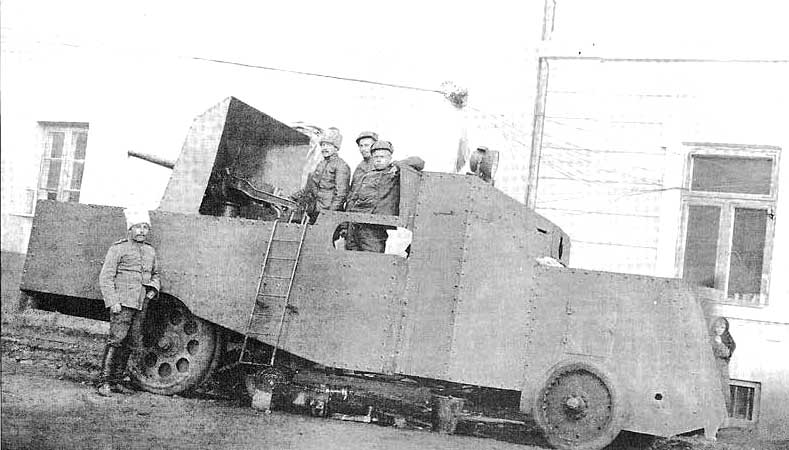
Mannesmann-MULAG Panzerwagen in Russland (1914)

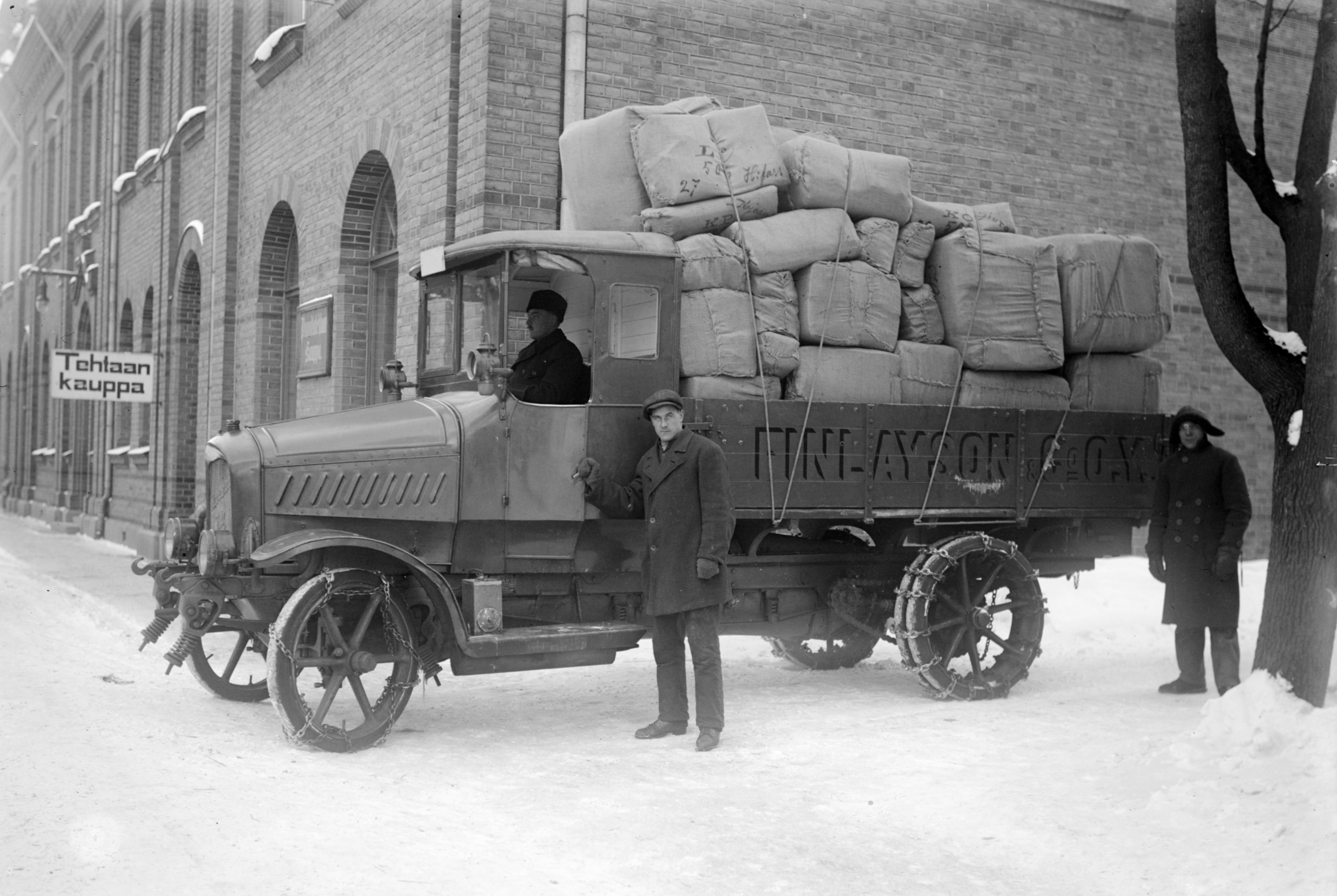
Mannesmann-MULAG Baujahr um 1919 in Tampere in Finnland (1921)

Im Jahr 1908 fusionierte das Unternehmen mit der Maschinenbauanstalt Altenessen AG und firmierte ab 1909 als Motoren und Lastwagen AG (MULAG). Ein Jahr später übernahm schließlich Max Mannesmann gemeinsam mit seinem Bruder Carl die Aktienmehrheit der immer noch schwer angeschlagene MULAG, leitete ab 1911 dieses Unternehmen und firmierte es 1913 zu Mannesmann-Mulag um. In der Zeit vor dem Ersten Weltkrieg bis Herbst 1914 fielen dem Unternehmen mit der Heeresmotorisierung besondere Aufgaben zu und es fertigte bis zu 100 Lastwagen und Busse, wobei auch Frontlenker gebaut wurden, was für die Zeit noch außergewöhnlich war. Wenige Monate später verstarb Max Mannesmann an den Folgen einer Lungenentzündung, die er sich auf einer Versuchsfahrt an der Front geholt hatte, woraufhin das Werk zunächst von seinem Bruder Carl und ab 1918 von Alfred Mannesmann weitergeführt wurde, während Carl auf den Posten des Aufsichtsratsvorsitzenden wechselte.
Während des Ersten Weltkriegs wurde ein 3,5-Tonner-LKW für militärische Zwecke gebaut und an das Deutsche Heer geliefert, der auf einem Modell von 1913 mit 42-PS-Motor basierte. Daneben fertigte Mannesmann-MULAG einige Straßenpanzerwagen auf Basis dieser LKW sowie in Lizenz auch Flugmotoren und reparierte eine Vielzahl von Heeresfahrzeugen sowie Flugmotoren.
Auf der Gegenseite verwendete die Kaiserlich Russische Armee des Russischen Reiches an der Ostfront einige im eigenen Land zum Panzerwagen umgebaute vor dem Krieg gelieferte vormals zivile LKW von Mannesmann-MULAG, die zum Teil mit einem nach hinten feuernden Geschütz als Selbstfahrlafette eingesetzt wurden.
Auch in Porz-Westhoven entstand ein Werk mit einer eigenen Flugzeugabteilung, die sich hauptsächlich im Auftrag des Reichsmarineamtes um die Entwicklung eines ferngesteuerten Lufttorpedos mit dem Decknamen Fledermaus kümmerte. Die Erprobung fand auf dem Truppenübungsgelände in der Wahner Heide statt. Im Jahr 1919 entdeckte eine britische Abteilung der Alliierten Kontrollkommission in den Mannesmann-MULAG-Hallen Bauteile des Poller Riesen (Mannesmann-Poll-Dreidecker), eines nicht mehr fertiggestellten Dreidecker-Riesenflugzeuges.

Notgeld der Firma Mannesmann-Mulag zu 5 Millionen Mark (Auflage 250 Stück)

Nach dem Krieg konnte das Unternehmen trotz der zunächst allgemein wirtschaftlich schwierigen Zeit mit verschiedenen LKW-Typen überleben, u. a. wurde 1921 ein Sattelschlepper mit einem 10-t-Nutzlast-Auflieger gebaut, was damals eine Innovation darstellte. Das Unternehmen überstand auch die Hyperinflation des Jahres 1923, wobei es in geringer Auflage auch eigenes Notgeld druckte und herausgab. Darüber hinaus wurde um 1924 in der Hersfelder Straße in Frankfurt-Bockenheim noch eine Niederlassung eingerichtet.
In jener schwierigen Zeit profitierte Mannesmann-Mulag auch von zunehmendem Export ins (vor allem europäische) Ausland. Ein neuartiger Niederrahmen zum Bau von Lastwagen (LKW) als auch Omnibussen (KOM) wurde 1925 herausgebracht, der wahlweise mit Links- oder Rechtssteuerung bestellt werden konnte und eine doppelte Magnet-Zündanlage, eine Heizung sowie Luftreifen hatte. Dieser LKW-Typ nahm 1925 auch erfolgreich an der sogenannten Russlandfahrt teil, einer damals bekannten Zuverlässigkeitsprüfung.

### Das Ende der Marke

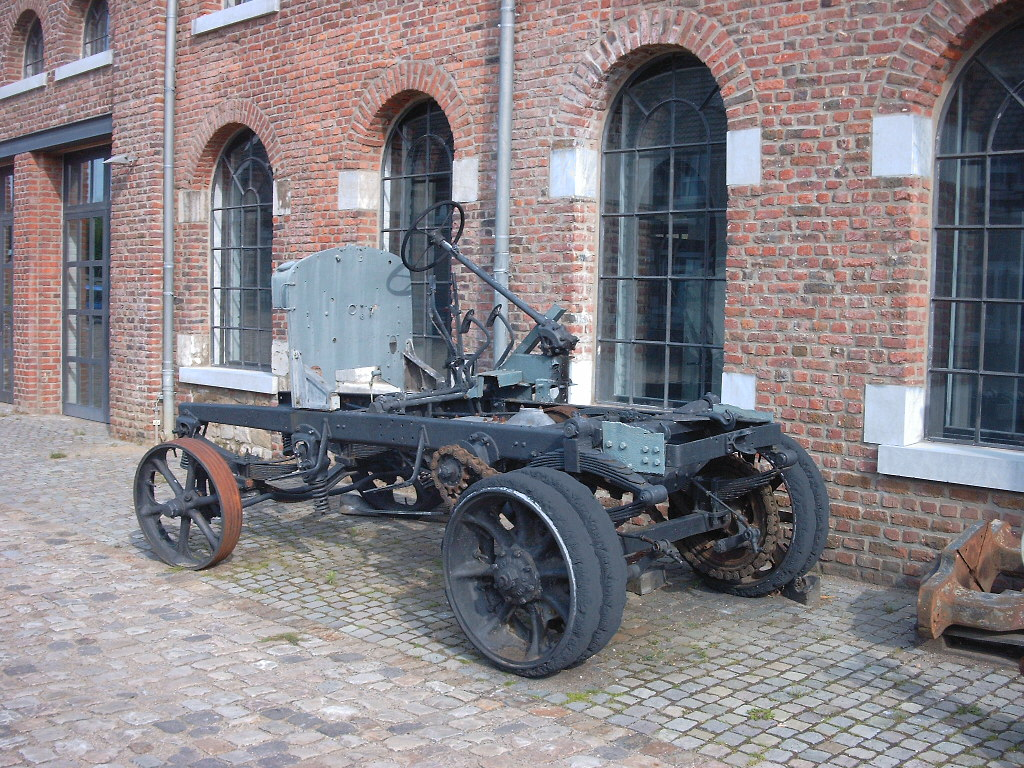
Im Museum Zinkhütter Hof in Stolberg ausgestelltes Fahrgestell (Zustand 2003) eines 1910 gebauten LKWs, das später einen Kranaufbau und dazu eine nach hinten gedrehte Lenkung erhielt. Im Zuge der konservatorischen Maßnahmen erfolgte 2015 eine Rücksetzung in den früheren Zustand, dabei wurde auch die Lenkung wieder nach vorn gedreht.

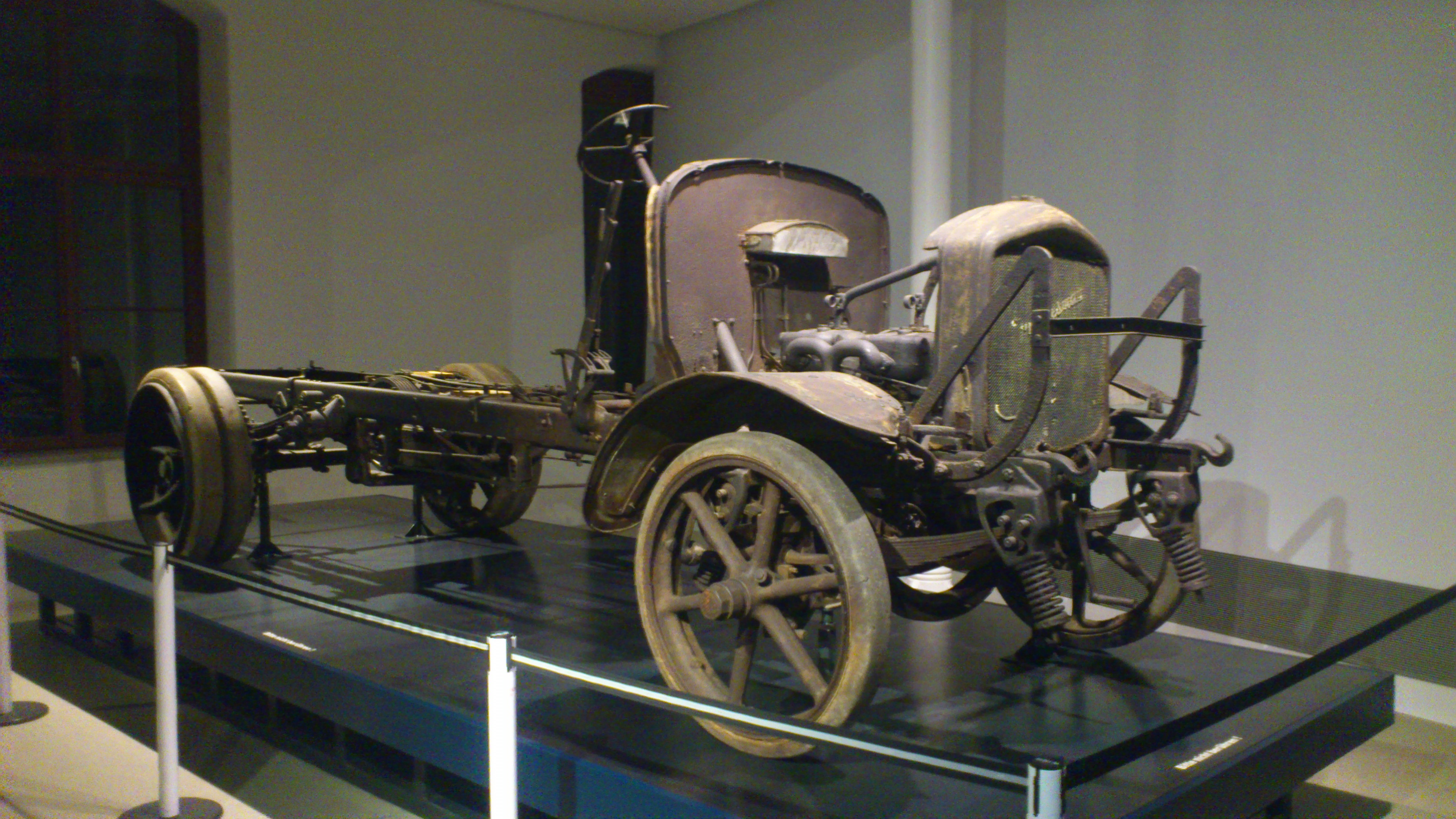
Im Militärhistorischen Museum der Bundeswehr in Dresden ausgestelltes Fahrgestell eines Mannesmann-MULAG-LKWs

War Mannesmann-MULAG bis 1926 noch ein profitabel arbeitendes Unternehmen, so wurden 1927 erhebliche Verluste mit einem nicht ausgereiften Motor gemacht, der viele Reklamationen zur Folge hatte. Die Familie Mannesmann verkaufte kurzentschlossen Immobilien und Maschinen sowie die Patente an Büssing in Braunschweig, als die Mannesmann-Mulag AG letztlich kurz davor war, Konkurs anmelden zu müssen.
Mit der Übernahme durch Büssing im Jahr 1928 wurde die LKW- und Bus-Fabrik zu einem Zulieferbetrieb des neuen Mutterhauses, wobei ähnlich wie schon bei der Übernahme von Komnick in Elbing (Ostpreußen) keine Konzernbildung stattfand, da Büssing wiederum nicht das Unternehmen mitsamt dem Markennamen übernahm.
Die Marke Mannesmann-Mulag erlosch 1928 und wurde aus dem Handelsregister von Aachen gestrichen. Die von Büssing nicht übernommenen Mitarbeiter des Werks in Porz-Westhoven fanden teilweise ab 1931 bei den nahe gelegenen Ford-Werken in Köln-Niehl Arbeit.